# Eduard z Lobkowicz
Eduard princ z Lobkowicz (francouzsky Prince Edouard de Lobkowicz; 12. června 1926 New York – 2. dubna 2010 Paříž) byl rakousko-americký diplomat a investiční bankéř s původem v dolnobeřkovické linii českého šlechtického rodu Lobkoviců. Působil také jako velvyslanec suverénního řádu Maltézských rytířů v Libanonu.

## Život
Narodil se jako Maria Eduard August Joseph Wilhelm Ignatius Patricius Hubertus Kaspar, syn prince Eduarda Josefa z Lobkowicz (1899–1959) a jeho americké manželky Anity Lihmeové (1903–1976). Od narození ve Spojených státech měl americké občanství.
Eduard z Lobkowicz získal vzdělání na pařížském Lyceu Saint-Louis-de-Gonzague. V letech 1944–1947 sloužil v americké armádě a poté zakončil svá vysokoškolská studia na univerzitách v Paříži a na Harvardu.
V letech 1951–1958 pracoval v Newyorské Chase Manhattan Bank. V roce 1960 se stal asistentem ředitele investiční společnosti A. L. Stamm a v roce 1963 delegátem pro Evropu a Střední východ stejné firmy. V roce 1969 přešel ke společnosti Coleman and Co. V letech 1972–1989 pracoval pro společnost Stralem and Co.

## Manželství a rodina

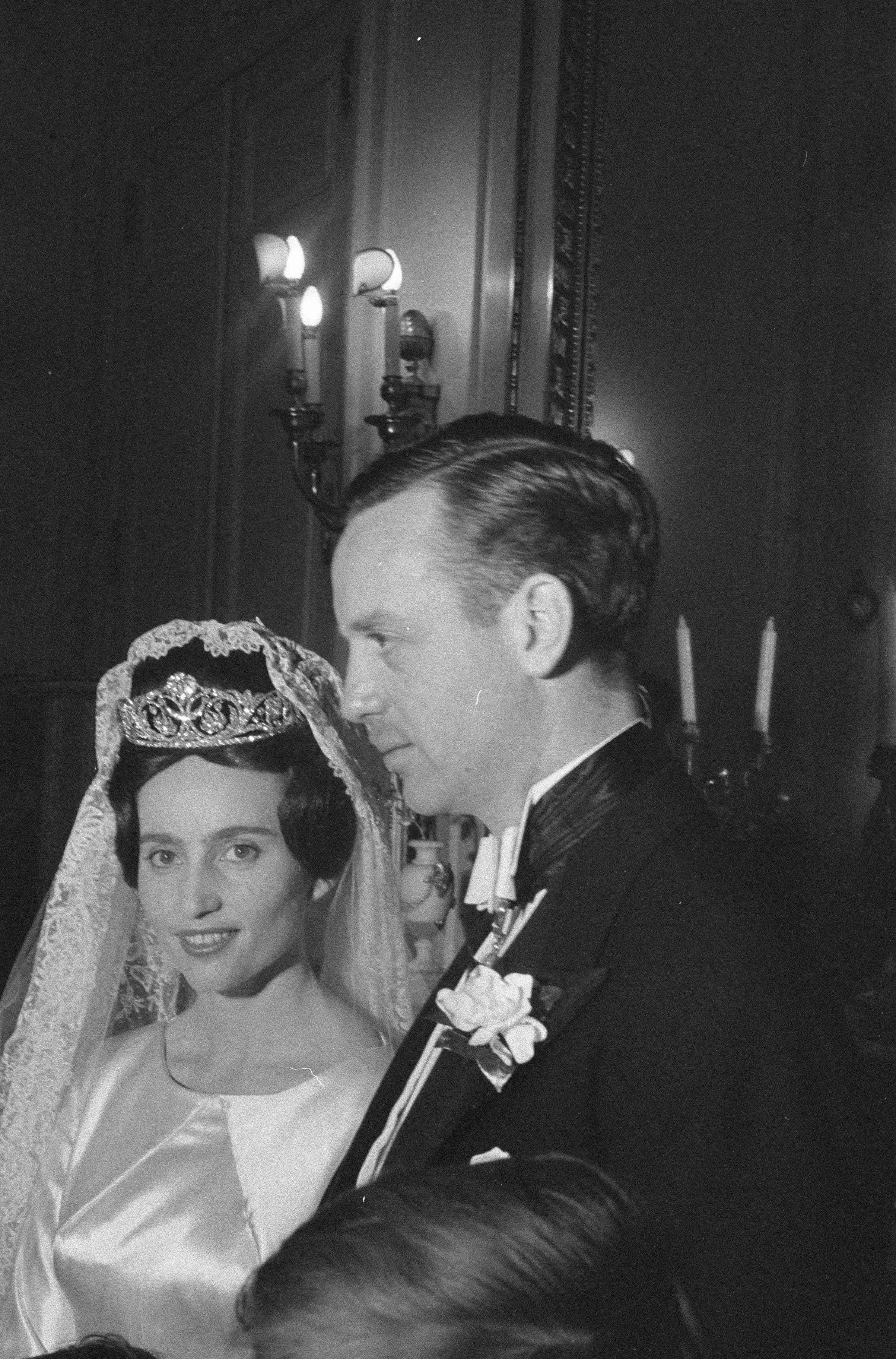
Pár v jejich svatební den

Dne 11. prosince 1959 se Eduard z Lobkowicz ve francouzském Bessonu civilně oženil s princeznou Marií Františkou z Bourbonu-Parmy, nejstarší dcerou knížete Františka Xavera Bourbonsko-Parmského a jeho manželky Madeleine Bourbonské z Bussetu a poté v církevním obřadu 7. ledna 1960 v pařížské katedrále Notre Dame. Jejich sňatek byl první svatbou Bourbonů v tomto chrámu od svatby Karla Ferdinanda s kněžnou Marií Karolinou Neapolsko-Sicilskou v roce 1816. Mezi svatebními hosty byli např. vévoda z Windsoru (bývalý král Eduard VIII.) s manželkou, velkovévoda Jan Lucemburský, kníže Louis Napoléon Bonaparte, někdejší císařovna a česká královna Zita Bourbonsko-Parmská se synem korunním princem Otou Habsbursko-Lotrinským. Následná svatební hostina se konala v Hotelu Ritz v Paříži.
Eduard z Lobkowicz a Marie Františka měli čtyři děti: 
- princ Maria Eduard-Xaver Ferdinand August Gaspar (18. října 1960, Paříž – 27. dubna 1984, Ivry-sur-Seine), zavražděn [6]
- princ Maria Robert Emanuel Josef Michael Benedikt Melchior (31. prosince 1961, Paříž – 29. října 1988, Bhannes, Libanon), zemřel na mozkový nádor.[7]
- princ Maria Karel Jindřich Hugo Xaver Benedikt Michael Eduard Josef Baltazar (* 17. května 1964, Paříž)
- princezna Marie Gabriela Anita Olga Tereza z Lisieux Gaspara (* 11. června 1967, Paříž), členka řádu Malých sester chudých.

## Suverénní vojenský řád Maltézských rytířů
Eduard z Lobkowicz byl aktivním členem Suverénního vojenského řádu Maltézských rytířů. Do řádu vstoupil jako čestný a oddaný rytíř, ale později se stal rytířem v poslušnosti. a nakonec postoupil na stupeň rytířského velkokříže.
V roce 1980 byl Eduard z Lobkowicz jmenován velvyslancem Řádu v Libanonu a tento post zastával až do roku 1990. V roce 1981 založil libanonskou pobočku řádu. V roce 1987 společně se svou manželkou založili sdružení Malte Liban. Pod Lobkowiczovým vedením se počet zdravotnických středisek řádu zvýšil z jednoho na třináct.
Eduard z Lobkowicz zemřel na Velký pátek 2. dubna 2010 v Paříži. Jeho pohřeb se konal v pařížském kostele sv. Tomáše Akvinského.

## Vyznamenání
- Francie: komandér Řádu čestné legie (od 14. července 2005).[11]
- Svatý stolec: komandér Řádu Božího hrobu [4]
- Svatý stolec: komandér Řádu sv. Řehoře Velikého
- Pobřeží slonoviny: velkodůstojník Národního řádu Pobřeží slonoviny
- Itálie: velkodůstojník Italského řádu za zásluhy
- Libanon: velká stuha Národního řádu cedru
- Suverénní vojenský řád Maltézských rytířů: velkokříž s meči řádu pro merito Melitensi